# Mackay Point
Der Mackay Point ist eine Landspitze an der Südostküste der Adelaide-Insel westlich der Antarktischen Halbinsel. Sie liegt 3 km nordöstlich des Rothera Point.
Der Falkland Islands Dependencies Survey nahm zwischen 1961 und 1962, die hydrographische Einheit der Royal Navy an Bord der Endurance zwischen 1976 und 1977 Vermessungen dieser Landspitze vor. Das UK Antarctic Place-Names Committee benannte sie 1978 nach Donald Campbell Mackay (* 1953), der für den British Antarctic Survey als Bauarbeiter auf der Halley-Station (1972–1973), auf Signy Island (1974–1975) und auf der Rothera-Station (1976–1978) tätig war.